# Rafajovce
Rafajovce es un municipio del distrito de Vranov nad Topľou en la región de Prešov, Eslovaquia, con una población estimada a final del año 2024 de 159 habitantes.
Se encuentra ubicado en el centro-sur de la región, cerca del río Topľa (cuenca hidrográfica del río Tisza) y de la frontera con la región de Košice.

## Demografía
| Año        | 1994 | 2004    | 2014    | 2024     |
| ---------- | ---- | ------- | ------- | -------- |
| Población  | 168  | 173     | 190     | 159      |
| Diferencia |      | +2,97 % | +9,82 % | −16,31 % |

| Año        | 2023 | 2024    |
| ---------- | ---- | ------- |
| Población  | 163  | 159     |
| Diferencia |      | −2,45 % |